# Déré (Sami)
Pour les articles homonymes, voir Déré.
Déré est une commune située dans le département de Sami de la province des Banwa au Burkina Faso.